# Crassula flanaganii
Crassula flanaganii (лат.) — вид суккулентных растений рода Толстянка (Crassula) семейства Толстянковые (Crassulaceae), естественно произрастающий на территории Южно-Африканской Республики (Капская провинция и Квазулу-Натал).

## Название
Родовое латинское название Crassula происходит от латинского слова crassus, — «толстый», в основном из-за присутствия у растений этого рода сочных листьев.
Видовой латинский эпитет flanaganii происходит от имени Генри Фланагана (англ. Henry G. Flanagan, 1861–1919), южноафриканского фермера, специализирующегося на выращивании цитрусовых.

## Ботаническое описание
Многолетний кустарник достигает высоты до 0,2 метра в период цветения, имеет умеренную ветвистость с полегающими жиловатыми ветвями. Листья располагаются парами спирально, и старые быстро опадают. Форма листьев эллиптически-ланцетная, размерами (30-)40-60(-70) на (3-)5-15(-20) мм. Листья острые, резко суженные к основанию, дорзивентрально уплощены и едва вогнуты вдоль главной части.
Соцветие – верхушечный плосковершинный тирс, который часто бывает разветвленным или продолговатым, с мелкими дихазиями и цветоножками. Обычно присутствует отчетливый цветонос длиной до 0,15 метра. Чашечка включает линейно-треугольные лопасти длиной 1-2 мм, острые или заостренные, голые, за исключением редких краевых зубцов, мясистые и окрашенные в красный цвет. Венчик трубчатый, сросшийся у основания примерно на 0,4 мм, белый с розовым или красным оттенком. Лопасти венчика имеют форму от ланцетных до линейно-эллиптических, длиной 2-3 мм, острые или слегка куполовидные, сначала раскидистые, а затем отогнутые. Тычинки снабжены жёлтыми пыльниками. Чешуйки представляют собой поперечно-продолговатые или почти квадратные образования размерами 0,2-0,4 на 0,4-0,5 мм, обычно несколько выемчатые, слегка суженные к основанию, мясистые и окрашенные от белого до бледно-желтого цвета.

## Распространение и экология
Обычно произрастает в тенистых лесных районах, часто прилегая к скалистым обнажениям. Предпочитает склоны, покрытые сухим песчаником или кварцитом. Часто встречается в зарослях Олбани.

## Таксономия
Crassula flanaganii Schönland & Baker f., первое упоминание в J. Bot. 36: 362 (1898).

### Синонимы
- Crassula acuminata E.Mey. ex Harv. & Sond.